# Chim di
Chim di, danh pháp khoa học Lonchura, là một chi thuộc họ Chim di. Các loài trong chi này không di cư, chúng cư trú tại châu Phi và Nam Á, từ Ấn Độ và Sri Lanka đến Indonesia và Philippines.

## Hình ảnh

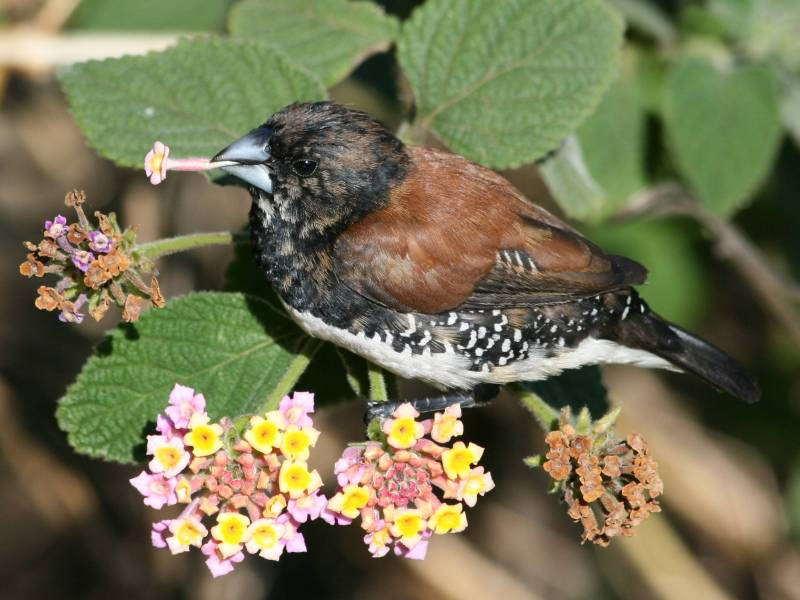
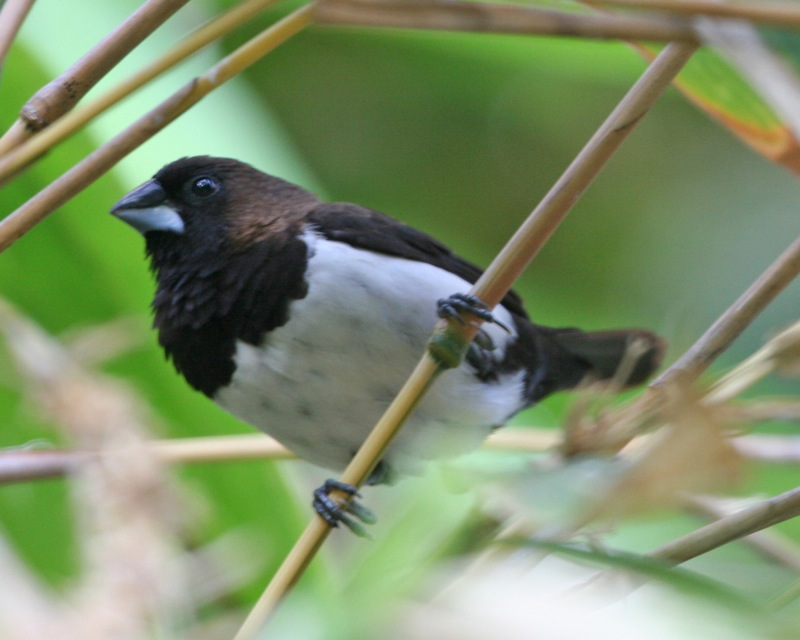
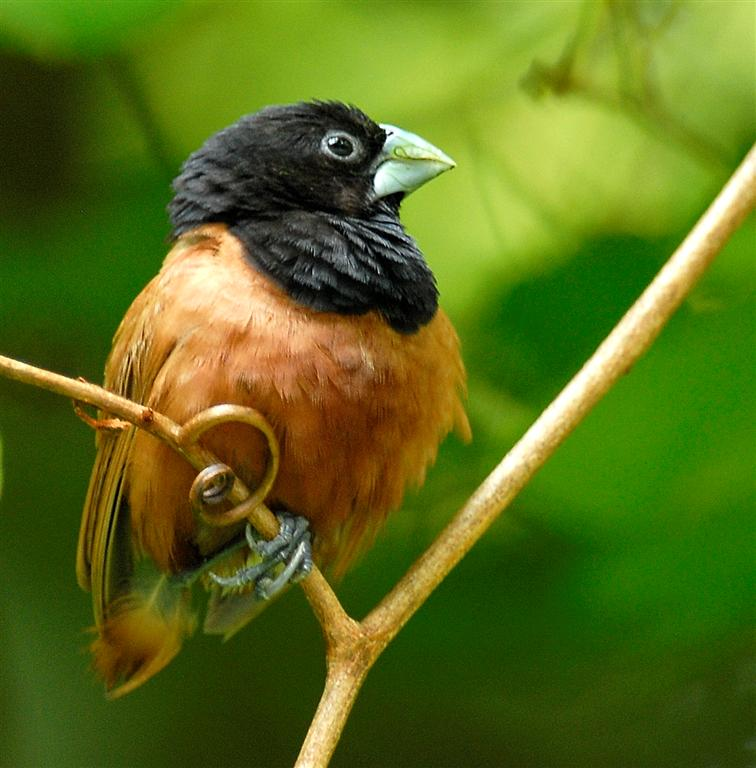
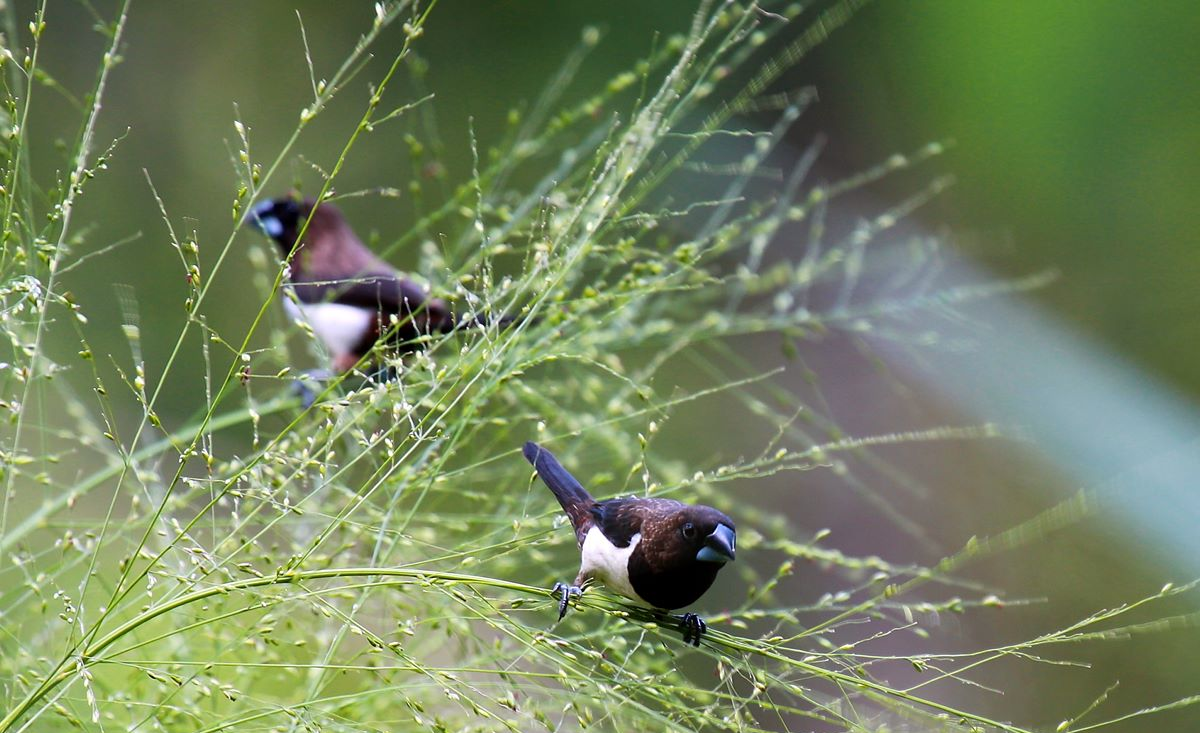

## Các loài

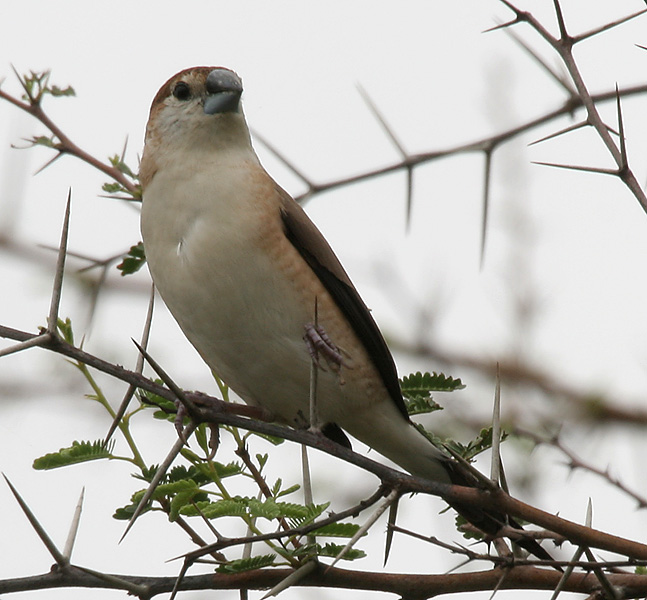
Indian Silverbill Lonchura malabarica

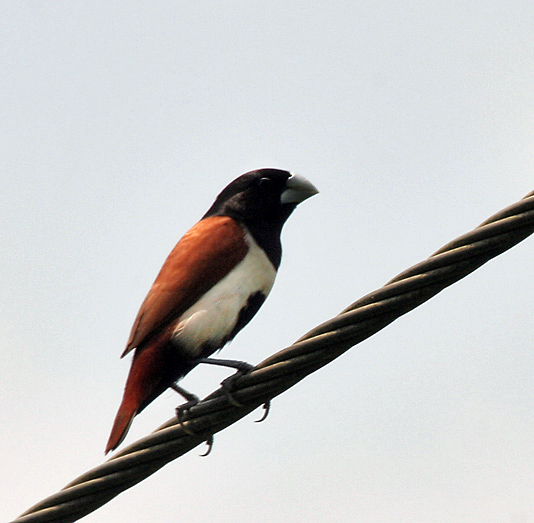
Tricoloured Munia Lonchura malacca

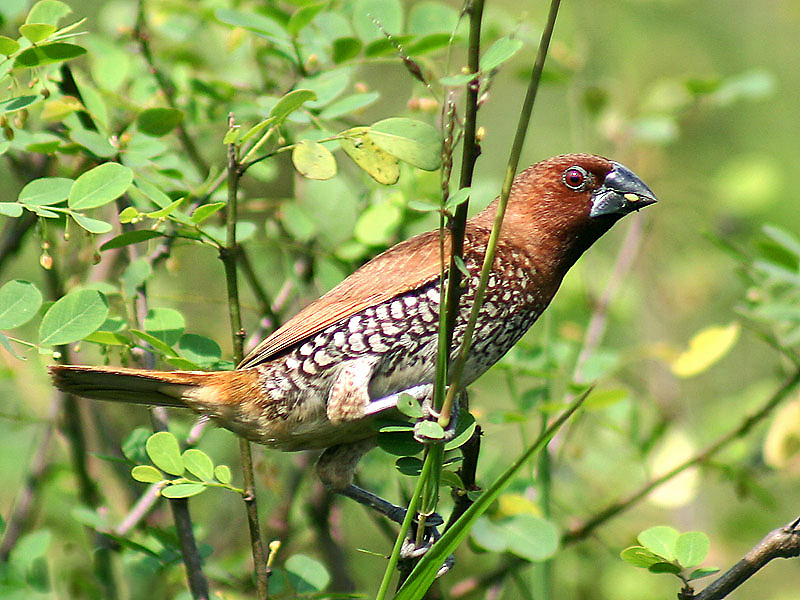
Scaly-breasted Munia Lonchura punctulata

- Lonchura atricapilla
- Lonchura bicolor
- Lonchura caniceps
- Lonchura cantans
- Lonchura castaneothorax
- Lonchura cucullata
- Lonchura ferruginosa
- Lonchura flaviprymna
- Lonchura forbesi
- Lonchura fringilloides
- Lonchura fuscans
- Lonchura fuscata
- Lonchura grandis
- Lonchura griseicapilla
- Lonchura hunsteini
- Lonchura kelaarti
- Lonchura leucogastra
- Lonchura leucogastroides
- Lonchura maja
- Lonchura malabarica
- Lonchura malacca
- Lonchura melaena
- Lonchura molucca
- Lonchura montana
- Lonchura monticola
- Lonchura nana
- Lonchura nevermanni
- Lonchura nigerrima
- Lonchura nigriceps
- Lonchura oryzivora
- Lonchura pallida
- Lonchura pallidiventer
- Lonchura punctulata
- Lonchura quinticolor
- Lonchura spectabilis
- Lonchura striata: Di cam
- Lonchura stygia
- Lonchura teerinki
- Lonchura tristissima
- Lonchura vana